# Godart van Reede

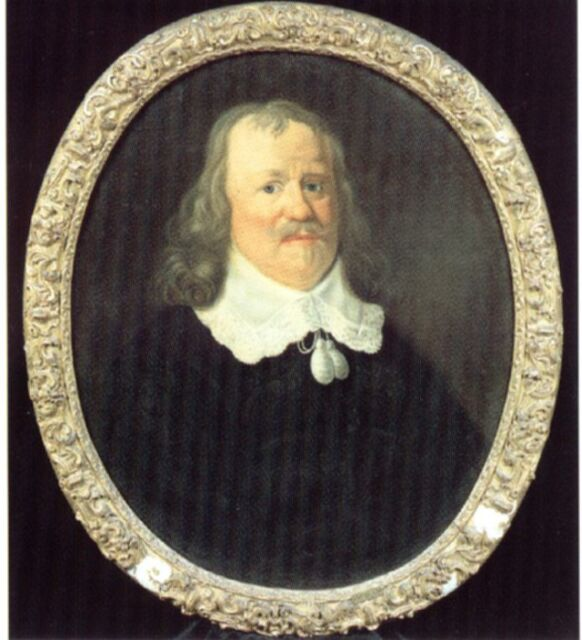
Godart van Reede

Godart van Reede (eigentlich Godard, * 30. September 1588 in Utrecht; † 25. Juni 1648 ebenda), Freiherr von Amerongen und Heer van Nederhorst (Herr des Rittergutes Nederhorst) war ein niederländischer Staatsmann, Präses der Ritterschaft der Provinz Utrecht und im Dreißigjährigen Krieg Gesandter der Generalstaaten in Münster.
Lange stellte er sich gegen den Friedensvertrag und fehlte auch bei der Unterzeichnung am 30. Januar 1648. Erst am 30. April unterschrieb er. Seine anfängliche Weigerung, den Vertrag zu unterzeichnen, stellte eine ernstzunehmende Bedrohung für den Friedensprozess und die Gefahr eines Scheiterns des Westfälischen Friedens dar, da Einstimmigkeit zur Bedingung gemacht worden war.

## Ausbildung und Tätigkeiten
Van Reede absolvierte ein rechtswissenschaftliches Studium an den Universitäten von Franeker und Poitiers und erwarb sich in der Folge als Deputierter bei den Generalstaaten Verdienste um die Anlegung von Kanälen und Schifffahrtswegen in der Provinz Utrecht. Danach wurde er außerordentlicher Ordinarius im Rat am Hof von Utrecht und kontrollierte im Namen der Ritterschaft den Hof von Utrecht. Van Reede verzichtete 1618 auf eine Anwartschaft als Domherr zu Utrecht, um in der Utrechter Ritterschaft Präses zu werden. 1619 nahm er an der Synode von Utrecht teil, wo sich remonstrantische und kontraremonstrantische Prediger auf die Dordrechter Synode vorbereiteten. 1626 wurde er zum obersten Verwalter der Utrechter Damenstifte ernannt, 1628 zu ihrem Schatzwart und zum Vermögensverwalter des Frauenklosters.
1644 wurde van Reede zum Statthalter der Utrechter Lehen und der Paulusabtei ernannt und dominierte mit seinen Brüdern Johan und Ernst bald den eerste een tweede Lid (den ersten und den zweiten Stand) der Provinz.
Im selben Jahr wurde er als Unterhändler und Vertreter der oranischen Kriegspartei des Dreißigjährigen Krieges von der Provinz Utrecht nach Münster entsandt.
Van Reede war nicht nur Politiker, sondern auch aktiver Unternehmer. Immer wieder gründete er neue Unternehmungen, investierte in Kriegswirtschaft und Waffenindustrie und machte Überseegeschäfte. Auch innerhalb der Niederlande war er wirtschaftlich aktiv. So beteiligte er sich unter anderem an der Landgewinnung durch Trockenpolderei, dem Entwässern der Sumpfgebiete und Seen (auf Niederländisch: Meer) durch Windmühlen, was den Investoren Anfang des 17. Jahrhunderts  reiche Gewinne versprach. Van Reede investierte unter anderem in die Trockenlegung des Horster- sowie des Naardermeeres, zwei ausgedehnten Seen in der Nähe von Burg Nederhorst. Als 1629 die Spanier ins Land fielen, wurden zur Verteidigung Amsterdams die beiden neuen Polder an Horstermeer und Naardermeer wieder unter Wasser gesetzt. Wegen der hohen Kosten für die erneute Entwässerung zogen sich immer mehr Teilhaber aus dem Projekt zurück, was van Reede massive finanzielle Verluste einbrachte, ein Umstand, der seinen späteren Standpunkt bei den Verhandlungen zum Westfälischen Frieden beeinflusst haben könnte.

## Privatleben

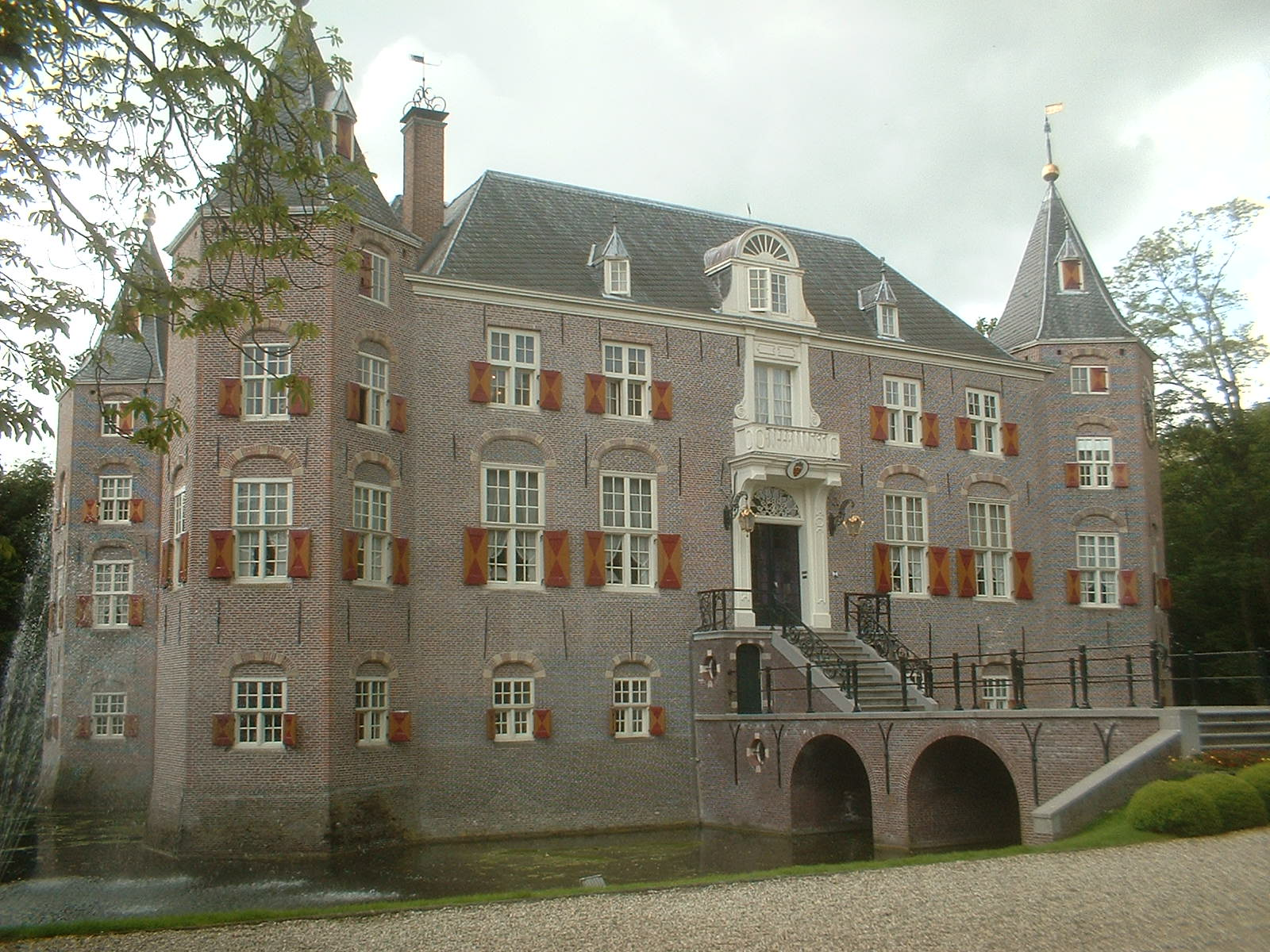
Kasteel Nederhorst

Van Reede entstammte der Adelsfamilie Rhede, die ursprünglich auf der westfälischen Burg Rhede ansässig gewesen ist und dort anfangs von Rethe hieß (siehe den Artikel Schloss Rhede). Sie hatte im 15. Jahrhundert durch Heirat Güter in der niederländischen Overijsselgegend erworben; seit 1557 war sie auf Schloss Amerongen in der Provinz Utrecht ansässig. Godart selbst hatte das Kasteel Nederhorst bei Wijdemeren geerbt. 
Godart van Reede war zweimal verheiratet. 1617 ehelichte er Emerentia van Wijngaarden, die Tochter des wohlhabenden und ausgedehnte Ländereien besitzenden Präsidenten am Hof von Holland. Das Paar bekam zwei Söhne und sechs Töchter. Der älteste Sohn, Gerard, wurde Nachfolger seines Vaters als Herr auf dem Rittersitz Nederhorst. Der zweite Sohn war Frederik Hendrik. Seine zweite Ehe mit Catharina van Utenhove, die Godard nach dem Tod Emerentias einging, blieb kinderlos. Sein Enkel Godert wurde 1692 zum erblichen Earl of Athlone und Baron Aghrim erhoben. 
Van Reede lebte ungeachtet dieser und anderer schwerer finanzieller Verluste und einer stetig steigender Geldnot weiter auf großem Fuß und richtete seine Häuser und Burg Nederhorst verschwenderisch ein. Hinzu kamen die Kosten für die Mission nach Münster, denn die geleistete Unkostenvergütung von 400 Gulden war bei weitem nicht ausreichend. Wie ernst van Reedes Situation wirklich war, wurde aber erst nach seinem Tod deutlich. Er hinterließ weitaus mehr Schulden als Werte.

## Bestechung?
Diese Geldnot ist deshalb interessant, weil es noch zu seiner Zeit die ersten Gerüchte gab, van Reede sei von den Franzosen bestochen worden, um einen Separatfrieden mit Spanien zu verhindern. Diese Vermutungen ließen sich jedoch damals nicht erhärten und auch heute nicht abschließend beweisen, obwohl einiges darauf hinweist.

## Westfälischer Friede
Als sich van Reede am 30. Januar 1648 als einziger weigerte, den Friedensvertrag zu unterzeichnen, glaubte er sich jedenfalls in einer starken Position, denn aufgrund der Einstimmigkeitsregel durfte Utrecht nicht überstimmt werden. Bald schlug allerdings die Stimmung in Utrecht um, zumal sie von Den Haag beschuldigt wurden, mutwillig den Bruch der Union herbeizuführen. Mitglieder der holländischen Ritterschaft forderten ihre Standesgenossen in Utrecht auf, der Friedenspartei beizutreten.
Anfang März befahl eine Mehrheit der Ritterschaft van Reede, den endgültigen Friedensvertrag zu unterzeichnen und am 16. April erteilten ihm die Stände Utrechts offiziell den Auftrag, den Frieden zu ratifizieren.
Dieser verweigerte die Unterzeichnung jedoch weiterhin und kämpfte zwischenzeitlich mit ernsten gesundheitlichen Problemen. Über die Art der Erkrankung ist nichts überliefert. Als er am 21. April 1648 in Münster eintraf, war er schon so geschwächt, dass er das Bett hüten musste. Da die Spanier seinen Tod befürchteten, wodurch sich die Ratifizierung erneut verzögert würde, statteten ihm spanische Abgesandte mehrere Krankenbesuche in der Hoffnung ab, van Reede zu einer Unterzeichnung bewegen zu können. Schließlich unterschrieb er am 30. April auf dem Krankenbett.
An der Ratifikation des Vertrages selbst konnte er nicht mehr teilnehmen. Er starb einen Monat später.